# 金氏底鱂
金氏底鱂為輻鰭魚綱鯉齒目鯉齒亞目底鱂科的其中一種，為亞熱帶魚類，分布於美國佛羅里達至德州加爾維斯敦西部淡水、半鹹水域，體長可達5.5公分，棲息在底中層水域，生活習性不明。

## 擴展閱讀
維基物種上的相關：金氏底鱂